# K-League de 2008
A K-League de 2008 foi a 26º edição da principal divisão de futebol na Coreia do Sul, a K-League. A liga começou em março e terminou em novembro de 2008. 
Catorze times participaram da liga. O Suwon Samsung Bluewings foi o campeão pela quarta vez.